# 吾野駅
吾野駅（あがのえき）は、埼玉県飯能市坂石町分にある、西武鉄道の駅である。駅番号はSI31。
池袋線の終点で、西武秩父線の起点。
西武秩父線開業により中間駅の性格が強くなったが、始発と終着もわずかに設定されている。

## 歴史
- 1929年（昭和4年）9月10日 - 武蔵野鉄道の終着駅として開業。当初駅構造は単式ホーム1面1線[1]。
- 1969年（昭和44年）10月14日 - 西武秩父線開業。事実上中間駅となる[注釈 2]。
- 1978年（昭和53年）3月31日 - 貨物営業廃止[1]。
- 1997年（平成9年）4月25日 - 新駅舎使用開始。
- 1999年（平成11年）8月14日夜 - 「弱い熱帯低気圧」による大雨で運転見合わせ中、駅舎裏手の崖で幅200メートル、高さ40メートルにわたり土砂崩れが発生し、駅の半分が埋没[2]。当駅を挟んだ東吾野 - 西吾野間が運休となるが、8月31日に上り線側線路のみ復旧させて運転を再開し[2]、9月15日に全面復旧した。

## 駅構造
島式ホーム1面2線を有する地上駅で、上下列車交換設備を持ち、日中は各駅停車の大半が当駅で交換する。ホームの無い側線を有しており、交換と追い越しを同時に行う場合は、特急・S-TRAINを側線に入線させることがある。
駅舎は線路の北側に立地し、ホームとは構内踏切により連絡している。自動改札機は設置されていないが、PASMO・Suica利用者のための簡易改札機が設置されている。
トイレは改札外の駅舎内（通年開設、男女別）と駅舎から東吾野側に少し離れたところ（多客期専用シーズントイレ、男女共用）にある。多機能トイレは両方に設置されているが、後者は駅係員に申し出ないと使用できない。また、後者の一般トイレは臨時で、多客期以外は閉鎖されている。
池袋線最後の58キロポストが構内の池袋寄り（ポイントの手前）に、西武秩父線最初の0キロポストが駅舎付近に、それぞれ設置されている。

### のりば
| ホーム | 路線       | 方向 | 行先                 |
| ------ | ---------- | ---- | -------------------- |
| 1      | 池袋線     | 上り | 飯能・所沢・池袋方面 |
| 2      | 西武秩父線 | 下り | 西吾野・西武秩父方面 |

特急などが通過する場合、原則2番ホームを通過する。
（出典：西武鉄道:駅構内図）

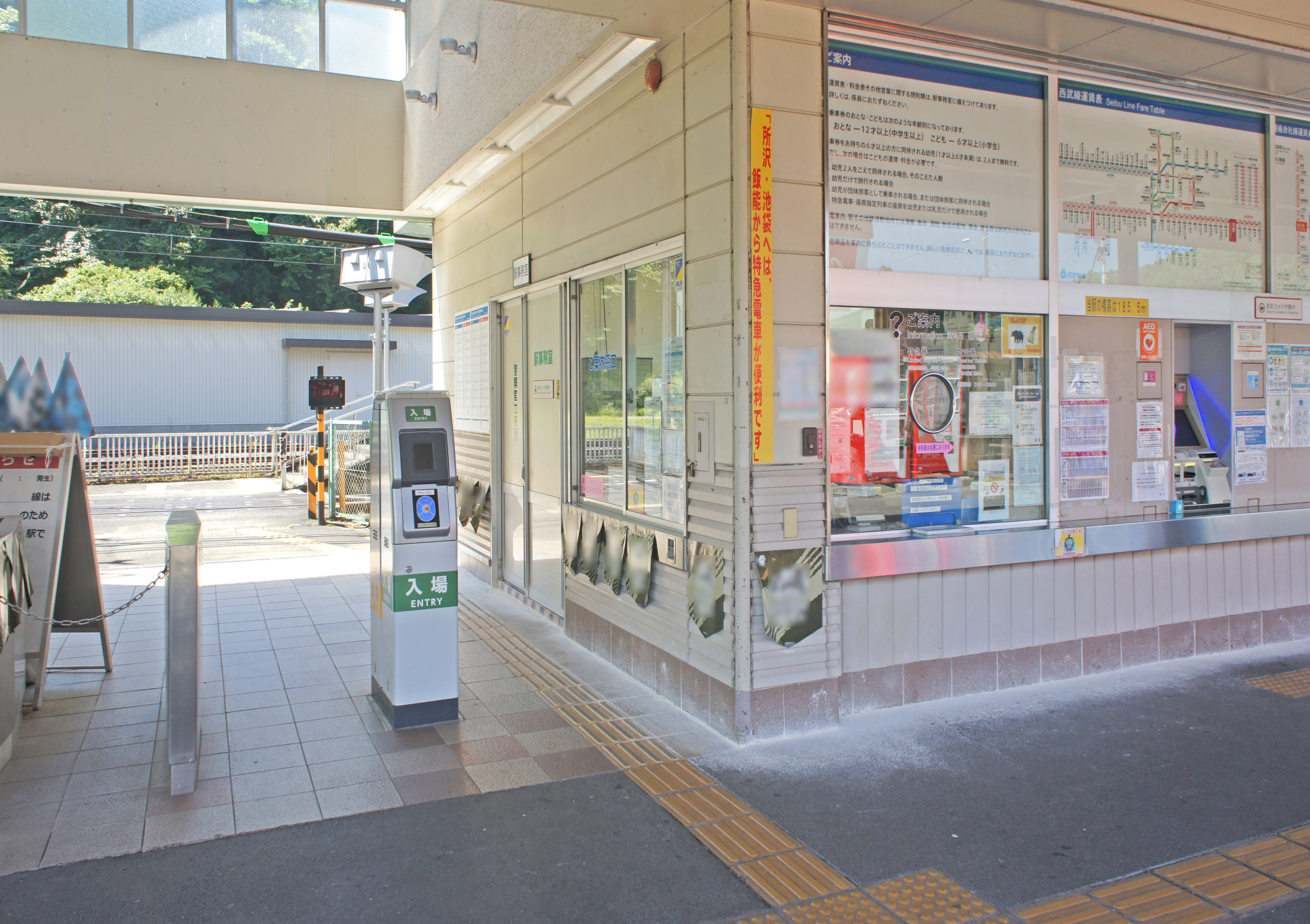
改札口（2022年7月）
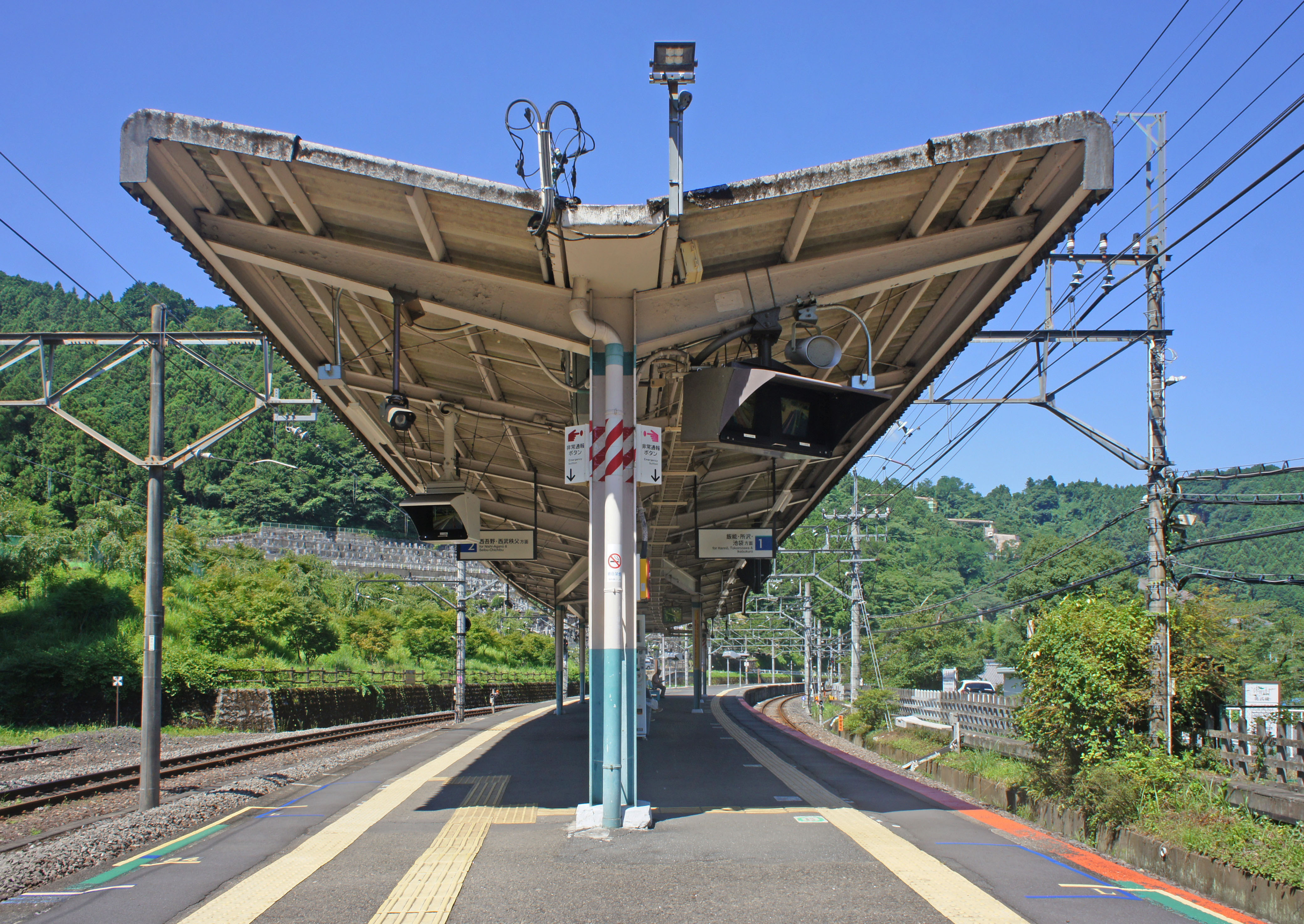
ホーム（2022年7月）
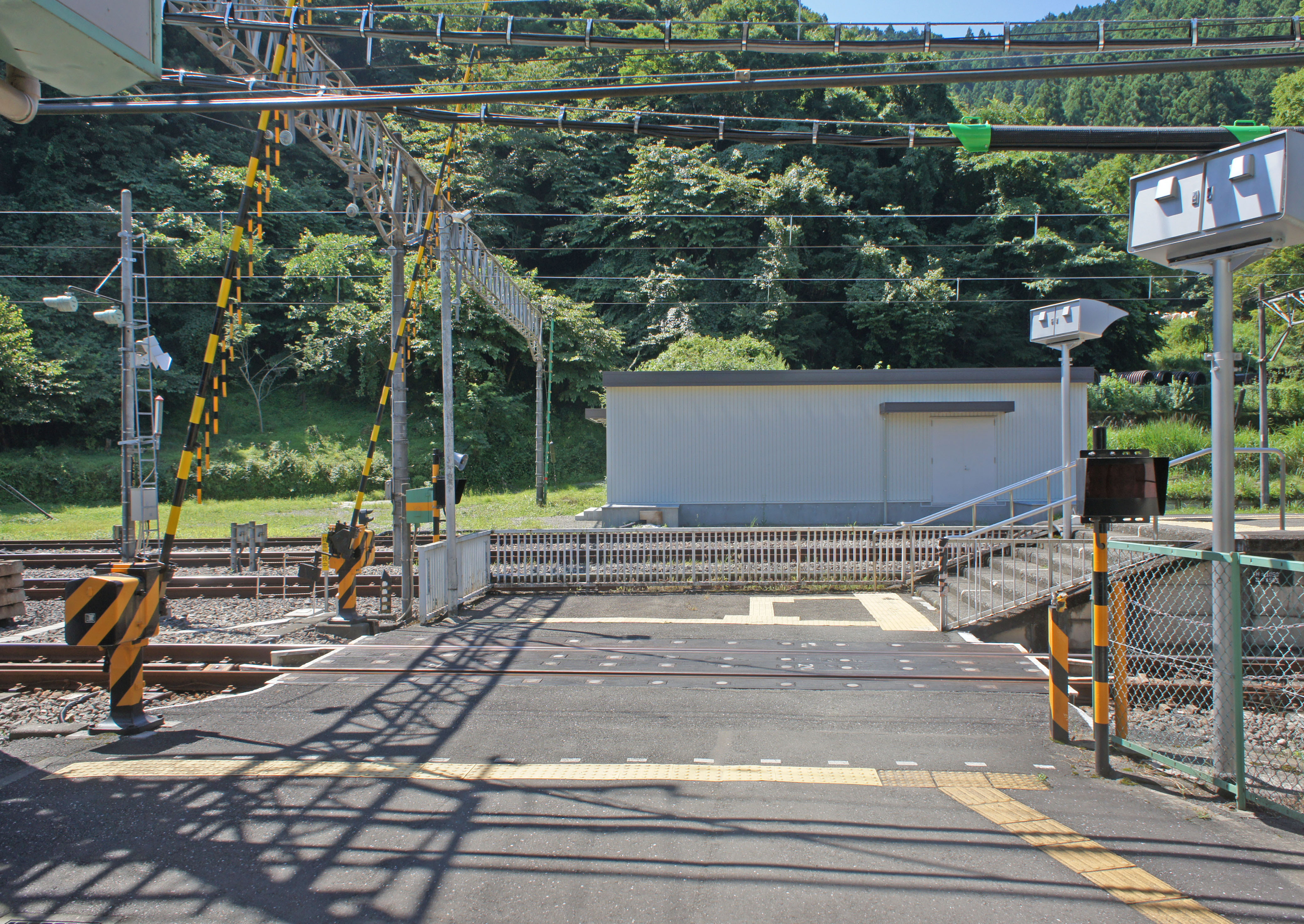
構内踏切（2022年7月）

## 利用状況
- 西武鉄道 - 2024年度の1日平均の乗降人員は515人である[西武 1]。

西武鉄道全92駅中87位。乗降人員は減少傾向である。
近年の1日平均乗降・乗車人員の推移は下記の通りである。
| 年度               | 1日平均 乗降人員 | 1日平均 乗車人員 | 出典              |
| ------------------ | ---------------- | ---------------- | ----------------- |
| 1995年（平成07年） | 1,488            |                  |                   |
| 1996年（平成08年） | 1,447            |                  |                   |
| 1997年（平成09年） | 1,327            |                  |                   |
| 1998年（平成10年） | 1,253            |                  |                   |
| 1999年（平成11年） | 1,208            | 559              | [ 埼玉県統計 1 ]  |
| 2000年（平成12年） | 1,203            | 542              | [ 埼玉県統計 2 ]  |
| 2001年（平成13年） | 1,226            | 561              | [ 埼玉県統計 3 ]  |
| 2002年（平成14年） | 1,181            | 530              | [ 埼玉県統計 4 ]  |
| 2003年（平成15年） | 1,144            | 517              | [ 埼玉県統計 5 ]  |
| 2004年（平成16年） | 1,131            | 516              | [ 埼玉県統計 6 ]  |
| 2005年（平成17年） | 1,114            | 516              | [ 埼玉県統計 7 ]  |
| 2006年（平成18年） | 1,032            | 477              | [ 埼玉県統計 8 ]  |
| 2007年（平成19年） | 998              | 464              | [ 埼玉県統計 9 ]  |
| 2008年（平成20年） | 989              | 460              | [ 埼玉県統計 10 ] |
| 2009年（平成21年） | 956              | 450              | [ 埼玉県統計 11 ] |
| 2010年（平成22年） | 878              | 426              | [ 埼玉県統計 12 ] |
| 2011年（平成23年） | 793              | 382              | [ 埼玉県統計 13 ] |
| 2012年（平成24年） | 821              | 399              | [ 埼玉県統計 14 ] |
| 2013年（平成25年） | 756              | 378              | [ 埼玉県統計 15 ] |
| 2014年（平成26年） | 753              | 382              | [ 埼玉県統計 16 ] |
| 2015年（平成27年） | 755              | 377              | [ 埼玉県統計 17 ] |
| 2016年（平成28年） | 732              | 376              | [ 埼玉県統計 18 ] |
| 2017年（平成29年） | 676              | 343              | [ 埼玉県統計 19 ] |
| 2018年（平成30年） | 664              | 342              | [ 埼玉県統計 20 ] |
| 2019年（令和元年） | 617              | 320              | [ 埼玉県統計 21 ] |
| 2020年（令和02年） | 449              |                  |                   |
| 2021年（令和03年） | 495              |                  |                   |
| 2022年（令和04年） | 556              |                  |                   |
| 2023年（令和05年） | 528              |                  |                   |
| 2024年（令和06年） | 515              |                  |                   |

### 貨物輸送
| 年度 | 発送貨物（トン） | 到着貨物（トン） |
| ---- | ---------------- | ---------------- |
| 1949 | 83,012           | 1,894            |
| 1950 | 115,511          | 2,523            |
| 1951 | 131,647          | 2,852            |
| 1952 | 138,202          | 2,672            |
| 1953 | 183,692          | 2,661            |
| 1954 | 164,784          | 2,343            |
| 1955 | 181,862          | 1,884            |
| 1956 | 209,295          | 2,024            |
| 1957 | 192,351          | 1,727            |
| 1958 | 215,488          | 1,492            |
| 1959 | 291,315          | 229              |
| 1960 | 313,486          | 357              |
| 1961 | 352,398          | 288              |
| 1962 | 332,812          | 281              |
| 1963 | 338,812          | 382              |
| 1964 | 310,291          | 257              |
| 1965 | 203,976          | 155              |
| 1966 | 197,348          | 50               |
| 1967 | 209,050          | 67               |
| 1968 | 152,406          | 2,926            |
| 1969 | 169,684          | 8,133            |
| 1970 | 180,617          | 1,279            |
| 1978 | 廃止             | 廃止             |

- 埼玉県統計書、埼玉県統計年鑑各年度版

## 駅周辺
駅前に「奥武蔵美晴休憩所」という食堂を兼ねた商店がある。駅の北側の江戸秩父道吾野宿の街並みは県の「歴史のみち景観モデル地区」の一つに選定され、3棟の町家が「飯能市景観重要建造物」に指定されている。
- 高麗川
- 国道299号
- 吾野郵便局
- 飯能日高消防署 吾野分署
- 飯能市立奥武蔵中学校
- 飯能市立奥武蔵小学校
- 飯能市立吾野保育所
- JAいるま野吾野支店
- 顔振峠
- 秩父御嶽神社
  - 東郷公園
- 休暇村奥武蔵（送迎バスあり）
- SKマテリアル吾野鉱業所（旧西武建材[5]。当駅西側 0.5 km 付近に、砕石積出設備を持つ）
- 法光寺
  - 観音窟石龕
- 龍崖山城跡
- 岡部屋敷
- 吾野湧水
- ハイキングコース（顔振峠方面、子ノ権現方面）

## 隣の駅
西武鉄道

 池袋線・ 西武秩父線
東吾野駅（池袋線）（SI30） - 吾野駅（SI31） - 西吾野駅（西武秩父線）（SI32）

## その他
当駅は、2024年4月より放送のTVアニメ「終末トレインどこへいく?」第1話の舞台地となっている。